# Perfect Disaster
Perfect Disaster – Wenn die Natur Amok läuft ist eine von der BBC im Jahr 2006 produzierte Mini-Serie im Stile einer fiktiven Dokumentation, die in jeder Episode ein Worst Case Szenario bei einer möglichen Naturkatastrophe durchspielt. Dabei wird in jeder Episode ein anderes Szenario behandelt. Zur Einführung wird jeweils der Alltag ganz normaler Menschen gezeigt, während sich die Katastrophe bereits ankündigt. Zwischendurch kommen Experten zu Wort, zudem schildert ein Sprecher die Ereignisse rund um die Katastrophe. Dabei sind in allen Episoden Großstädte auf der Erde von den Auswirkungen der extremen Wetterlagen betroffen und deren Folgen.
In Deutschland wird Perfect Disaster von dem Sender ProSieben ausgestrahlt.

## Episoden
- Super-Tornado: Auf Dallas, Texas rast ein Tornado der Stärke F5 auf der Fujita-Skala zu. Dabei wird geschildert, dass dies die wahrscheinlichste Katastrophe aller gezeigten Szenarien ist.
- Solarsturm: Im Jahr 2011 wird die Erde von einem Solarsturm bedroht. In der Episode werden die Maßnahmen der Metropole New York City geschildert. Ein Solarsturm würde die gesamte Elektrizität auf der Erde auslöschen, da er alle Transformatoren zerstören würde.
- Feuersturm: Sydney, Australien wird von einem riesigen Feuer bedroht.
- Taifun: Ein gigantischer Taifun aus dem West Pazifik bedroht die Großstadt Hongkong.
- Megaflut: Eine riesige Flutwelle bedroht die britische Hauptstadt London.
- Eissturm: Montreal, Kanada wird von einem Eissturm heimgesucht. Unter der Last des Eises und des Schnees drohen die Strommasten zu brechen.

Weitere Szenarien sind in der Planung.

## Weitere Informationen
In jeder dieser Episoden wird das schrecklichste Szenario geschildert, das infolge einer solchen Katastrophe geschehen könnte. Dabei wurde jede Katastrophe von Experten und Computern durchgespielt. Produziert wurde die Serie von Impossible Pictures, dass 1999 bereits die Doku-Serie Walking with Dinosaurs für die BBC produzierte. Die Computer Animationen stammen von Gareth Edwards (Supertornado und Solarsturm); Lola (Feuersturm und Eissturm) und Red Vision (Megaflut und Taifun). In Großbritannien wird die Serie von der BBC ausgestrahlt, in den USA von Discovery Channel.

## DVD
Am 1. Juni 2007 erschien in Deutschland ein Box-Set mit 3 DVDs, welches alle bisherigen Episoden enthält.